# Vertice inter-coreano del 2000
Il vertice inter-coreano del 2000 si è svolto dal 13 giugno al 15 giugno 2000 a Pyongyang, capitale della Corea del nord, tra Kim Dae-jung, presidente della Corea del sud, e Kim Jong-il, leader supremo della Repubblica popolare democratica di Corea.
È stato il primo vertice inter-coreano dalla fine della guerra di Corea (1950-1953). Fu infatti voluto dal presidente sudcoreano che, volendo mettere in atto la politica del sole da lui stesso ideata, aveva intenzione di migliorare i rapporti fra le due coree e proprio grazie a questo meeting gli fu conferito il premio Nobel per la pace.

## Contesto
Perseguendo la politica del sole, Kim Dae-jung decise di fare qualcosa di concreto per aprire un dialogo diretto con la controparte nordcoreana. Fu così che Kim Jong-il, leader della Corea del nord, invitò per 3 giorni a Pyongyang il presidente sudcoreano.
È stato il primo vertice inter-coreano dopo l'armistizio della guerra di Corea e, a seguito dei colloqui, l'ultimo giorno è stata annunciata la dichiarazione congiunta Nord-Sud del 15 giugno. Il 25 dicembre 2000, l'agenzia di stampa internazionale Associated Press ha pubblicato la "Top 10 News del 2000", ove a collocato al 5º posto proprio il primo vertice inter-coreano. Dopo i colloqui con la Corea del sud, la Corea del Nord ha continuato a proseguire questa politica di apertura diplomatica anche con il Giappone e gli Stati Uniti. Era anche prevista una visita di Kim Jong-il a Seul, ma non fu mai realizzata a causa del repentino mutamento della situazione geopolitica mondiale, infatti la repubblica popolare democratica di Corea riprese con i test nucleari.
Il governo sudcoreano pagò la Corea del Nord circa 500 milioni di dollari per partecipare al vertice. Questo pagamento fu tenuto segreto dalle autorità sudcoreane ed è emerso solamente tre anni dopo, provocando un grande scandalo politico che portò alla condanna di 6 funzionari sudcoreani.

## Dichiarazione congiunta
1. La Corea del Sud e la Corea del Nord devono lavorare per il rispetto e la fiducia reciproci al fine di superare le differenze di ideologia e di sistema.
2. La Corea del Sud e la Corea del Nord devono allentare le tensioni militari.
3. La Corea del Sud e la Corea del Nord concordano sulla necessità di porre fine all'attuale armistizio e stabilire una pace permanente.
4. La Corea del Sud e la Corea del Nord creeranno una zona di "pace speciale" intorno alla città di Haeju e nelle aree vicine.
5. La Corea del Sud e la Corea del Nord devono sviluppare la cooperazione nei settori della lingua, dell'istruzione, della tecnologia, della cultura, dello sport e della società.
6. La Corea del Sud e la Corea del Nord si impegneranno attivamente per la cooperazione umanitaria e i ricongiungimenti delle famiglie separate a causa della divisione.
7. La Corea del Sud e la Corea del Nord rafforzeranno la cooperazione per i vantaggi dei residenti coreani all'estero.[3]